# Amber (Sängerin)
Amber (* 9. Mai 1970 in Ubbergen, Niederlande als Marie-Claire Cremers) ist eine niederländisch-deutsche Popsängerin, Songwriterin und Produzentin.

## Werdegang
Geboren in den Niederlanden und aufgewachsen in Deutschland startete sie 1996 unter dem Pseudonym Amber ihre musikalische Karriere, nachdem sie in den frühen 1990er Jahren bereits als Studiosängerin tätig gewesen war. Vorab arbeitete sie auf den Shows der Künstlerin Eva María Horstick als Sängerin. Eva entdeckte sie quasi im Wohnzimmer für ihre Shows. Damals war Amber 17 Jahre alt.
Ihre Debütsingle This Is Your Night erreichte 1996 Platz 24 in den Billboard Hot 100. Für den Soundtrack zum Film Studio 54 nahm sie zusammen mit Ultra Naté und Jocelyn Enriquez als Stars on 54 das Lied If You Could Read My Mind auf, was ein internationaler Erfolg wurde.
Ihren größten kommerziellen Soloerfolg hatte Amber 1999 mit Sexual (Li Da Di). Es folgten weiter Veröffentlichungen, mit denen sie hohe Chartpositionen in den US-Dance-Charts erreichte. Das von Amber, Billy Steinberg und Rick Nowels geschriebene und von Cher gecoverte Lied Love One Another wurde für den Grammy nominiert. Melt with the Sun wurde 2006 ihr zwölfter Top-10-Hit in den US-Dance-Charts. Sie schrieb auch den Titel Bless you child für Bette Midler mit Billy Steinberg und Rick Nowels.
Ihre Titel Above the cloud, Object of your desire und Taste the tears wurden auch als Soundtrack für die Serie Sex and the City genutzt.
Zusammen mit Zelma Davis (C+C Music Factory) veröffentlichte sie 2008 das Duett No More Tears (Enough Is Enough), eine Coverversion von Donna Summer und Barbra Streisand. 2013 war sie einer der Headliner des Stonewall Summer Pride in Wilton Manors, Florida. Amber ist geschieden und hat einen Sohn.

## Diskografie

### Alben
- 1996: This is Your Night
- 1999: Amber
- 2002: Naked
- 2004: My Kind of World

### Kompilationen
- 2000: The Hits Remixed
- 2004: Undanced
- 2007: Undanced II

### Singles
| Jahr | Titel Album                                        | Höchstplatzierung, Gesamtwochen, AuszeichnungChartplatzierungen (Jahr, Titel, Album, Platzierungen, Wochen, Auszeichnungen, Anmerkungen) | Höchstplatzierung, Gesamtwochen, AuszeichnungChartplatzierungen (Jahr, Titel, Album, Platzierungen, Wochen, Auszeichnungen, Anmerkungen) | Höchstplatzierung, Gesamtwochen, AuszeichnungChartplatzierungen (Jahr, Titel, Album, Platzierungen, Wochen, Auszeichnungen, Anmerkungen) | Höchstplatzierung, Gesamtwochen, AuszeichnungChartplatzierungen (Jahr, Titel, Album, Platzierungen, Wochen, Auszeichnungen, Anmerkungen) | Höchstplatzierung, Gesamtwochen, AuszeichnungChartplatzierungen (Jahr, Titel, Album, Platzierungen, Wochen, Auszeichnungen, Anmerkungen) | Höchstplatzierung, Gesamtwochen, AuszeichnungChartplatzierungen (Jahr, Titel, Album, Platzierungen, Wochen, Auszeichnungen, Anmerkungen) | Anmerkungen |
| Jahr | Titel Album                                        | DE | AT | UK | US | Dance | NL | Anmerkungen |
| ---- | -------------------------------------------------- | --- | --- | --- | --- | --- | --- | --- |
| 1996 | This Is Your Night                                 | — | — | — | US24 (40 Wo.)US | Dance10 (14 Wo.)Dance | NL16 (7 Wo.)NL | Autoren: Amber, Christian Berman, Frank Berman                                                                  |
| 1996 | Colour of Love This Is Your Night                  | — | — | — | US74 (10 Wo.)US | Dance5 (16 Wo.)Dance | — | Autoren: Christian Berman, Frank Berman, Amber                                                                  |
| 1997 | One More Night This Is Your Night                  | — | — | — | US58 (20 Wo.)US | Dance9 (12 Wo.)Dance | — | Autoren: Amber, Christian Berman, Frank Berman, Kama                                                            |
| 1998 | If You Could Read My Mind Amber                    | DE65 (9 Wo.)DE | AT17 (12 Wo.)AT | UK23 (5 Wo.)UK | US52 (15 Wo.)US | Dance3 (14 Wo.)Dance | — | Stars on 54: Ultra Naté, Amber und Jocelyn Enriquez Autor und Original: Gordon Lightfoot, 1970                  |
| 1999 | Sexual (Li Da Di) Amber                            | DE87 (7 Wo.)DE | — | UK34 (2 Wo.)UK | US42 (29 Wo.)US | Dance1 (15 Wo.)Dance | — | Autoren: Amber, Billy Steinberg, Rick Nowels                                                                    |
| 1999 | Above the Clouds Amber                             | — | — | — | — | Dance1 (13 Wo.)Dance | — | Autoren: Billy Steinberg, Rick Nowels, Marie-Claire D’Ubaldo                                                    |
| 2000 | Love One Another Amber                             | — | — | — | — | Dance1 (17 Wo.)Dance | — | Autoren: Amber, Billy Steinberg, Rick Nowels                                                                    |
| 2001 | Yes! Naked                                         | — | — | — | — | Dance1 (14 Wo.)Dance | — | Autoren: Billy Steinberg, Rick Nowels, Marie-Claire D’Ubaldo mit Text-Samples aus Roman Ulysses von James Joyce |
| 2002 | The Need to Be Naked Naked                         | — | — | — | — | Dance1 (14 Wo.)Dance | — | Autoren: Billy Steinberg, Jimmy Harry, Marie-Claire Cremers                                                     |
| 2002 | Anyway (Men Are from Mars) Naked                   | — | — | — | — | Dance12 (15 Wo.)Dance | — | Autoren: Marie-Claire Cremers, Wolfram Dettki                                                                   |
| 2004 | You Move Me My Kind of World                       | — | — | — | — | Dance4 (12 Wo.)Dance | — | Autoren: Marie-Claire Cremers, Wolfram Dettki                                                                   |
| 2005 | Voodoo My Kind of World                            | — | — | — | — | Dance13 (13 Wo.)Dance | — | Autoren: Marie-Claire Cremers, Wolfram Dettki                                                                   |
| 2005 | Just Like That (Romeo and Juliet) My Kind of World | — | — | — | — | Dance9 (14 Wo.)Dance | — | Autoren: Marie-Claire Cremers, Wolfram Dettki                                                                   |
| 2006 | Melt with the Sun Undanced II                      | — | — | — | — | Dance5 (16 Wo.)Dance | — | feat. Sweet Rains Autoren: Igor Kisil, Marie-Claire Cremers                                                     |

Weitere Singles
- 1999: Do That to Me One More Time
- 2001: Taste the Tears
- 2001: I Found Myself in You
- 2008: No More Tears (Enough Is Enough) (feat. Zelma Davis)
- 2009: I Don’t Believe in Hate (Drip Drop)

## Auszeichnungen
- ASCAP Award
  - 2000: Dance Songs, für Sexual (Li Da Di)
- International Dance Music Awards[3]
  - 2000: Best Dance Artist Solo

## Auszeichnungen für Musikverkäufe
| Goldene Schallplatte - Australien - 1997: für die Single This Is Your Night |

| Land/RegionAuszeichnungen für Musikverkäufe (Land/Region, Auszeichnungen, Verkäufe, Quellen) | Gold  | Platin | Verkäufe | Quellen     |
| -------------------------------------------------------------------------------------------- | ----- | ------ | -------- | ----------- |
| Australien (ARIA)                                                                            | Gold1 | —      | 35.000   | aria.com.au |
| Insgesamt                                                                                    | Gold1 | —      |          |             |